# El Jardín de los Sueños
El Jardín de los Sueños (In the Night Garden en la versión original) es una serie infantil inglesa, producida por Ragdoll Productions (también productora de otras series similares, como Teletubbies y Boohbah). Es transmitida por CBeebies, en el Reino Unido y en Latinoamérica. En España se puede visualizar a través de la plataforma de streaming Netflix.

## Sinopsis
Iggle Piggle, una criatura de color azul celeste con cresta de gallo en su cabeza vive en un pequeño barco y viaja en un hermoso jardín rodeado de árboles, flores, arbustos, etc. En este lugar viven otros personajes como: Upsy Daisy, Makka Pakka, los Tombliboos, los Pontipines, los Wootingers y los Haahoos. Ellos suelen hacer descubrimientos, diversión, juegos, entre otras. Suelen ser presentados por el narrador con su canción única en cada episodio y tener varias aventuras. Es un programa que tiene como objetivo principal adentrar a los niños a un mundo mágico con historias y personajes basados en diversos sueños para que disfruten de una mágica experiencia antes de irse a dormir.

## Estructura del programa
- Las estrellas brillan y una voz de mujer canta una canción de cuna a cada niño, según cada un episodio. El Narrador comienza a contar un cuento, pero al final dice unas frases: ¡Levanta la pequeña Vela!, ¡Encienda la Luz!, ¡Este es el camino al jardín de los sueños! Iggle Piggle prende un farol y saca su vela, al parecer una manta, de color rojo, él se pone a dormir y el barco se dirige al jardín y aparece mágicamente con estrellas que vuelven flores e Iggle Piggle llega al jardín y encuentra con sus amigos.
- El Narrador presenta en algunos episodios los vehículos llamados Ninky Nonk, un tren, y Pinky Ponk, una especie de nave-globo aerostático, y comienzan las aventuras.
- Cada personaje, en su aparición, el narrador canta una canción alusiva a ellos.
- Antes de terminar un episodio, a veces aparece una parte de la serie que la pérgola del jardín brilla una luz en su farol y los personajes y los vehículos bailan y generalmente, un grupo de aves llamado Tittifers tocan música con sonidos de instrumentos musicales.
- Los personajes se van a dormir y el narrador cuenta lo que se resume el episodio y los personajes se van a dormir, Todos menos Iggle Piggle que el narrador pregunta que quien no durmió y al final dice ¡No te preocupes Iggle Piggle! es hora de irse. Iggle Piggle se va.

## Personajes
- Iggle Piggle: es el primero en llegar al Jardín de los Sueños y el último en dormir, en un barco en el mar.[2] Es de color azul y lleva consigo una manta roja, con la que se arropa al subir al barco.
- Upsy Daisy: este personaje femenino envía besos a los otros y a la audiencia, en especial a Iggle Piggle. Las únicas palabras que dice son "Upsy Daisy", "Daisy Doo!" y "Pip pip onk onk!".[3]
- Makka Pakka: un personaje que gusta de coleccionar rocas y apilar rocas sobre otras rocas, siempre lleva consigo un scooter (que el narrador le llama Og-Pog) con un jabón, una esponja (con las cuales limpia las caras de sus amigos) y su trompeta anaranjada.[4]
- Los Tombliboos: lo único que dicen es "Tombliboo". Sus nombres son Tombliboo A, Tombliboo I y Tombliboo U. Tombliboo A es rojo con verde, Tombliboo I es rosa con amarillo y Tombliboo U es café con rosa.
- Los Pontipines: son una diminuta familia de 10 integrantes de madera compuestos del papá, la mamá y sus 8 hijos. Su vestimenta es roja con franjas en la orilla azules. El papá siempre lleva un bigote tupido y negro, la mamá lleva siempre unos binoculares. En muchas ocasiones los 8 niños Pontipines han demostrado ser sumamente inteligentes al resolver problemáticas que los demás personajes no logran solucionar.
- Ninky Nonk: es un tren de transporte en el Jardín, capaz de subir a los árboles; es pequeño pero los demás personajes mágicamente encogen para entrar en el Ninky Nonk. Tiene cinco vagones: La locomotora, un vagón que solo usan Makka Pakka y los Tombliboos; un mini-vagón en forma de casa para los Pontipines y Wottingers; un vagón vertical azul para Upsy Daisy y Iggle Piggle y el quinto vagón viaja Iggle Piggle raras veces, cuando no va acompañado de Upsy Daisy.[5]
- Pinky Ponk: es un dirigible verde con lunares de colores. En su interior hay mesas y asientos. Cuando algún personaje sube a bordo, encuentra en su mesa un vasito entrenador esférico con jugo Pinky Ponk. Su velocidad es mucho menor que la del Ninky Nonk.
- Los Tittifers: son 10 pájaros que cantan 4 veces durante el programa. Las primeras tres veces son en grupos de la misma especie de los pájaros y la última lo hacen todos juntos, este último canto indica que ya es la hora de dormir.
- Los Hahoos: son cinco criaturas acolchadas y enormes que vagan por el jardín. Son dóciles y gentiles pero son tan grandes que a menudo interrumpen el recorrido del Ninky Nonk, dado que no hablan y sus movimientos son lentos como para interactuar con los otros personajes, solo tienen un escaso rol en la historia. Al parecer viven cerca de la cueva de Makka Pakka.
- Los Wottingers: son parecidos a los Pontipines, pero en vestimenta azul con franjas en la orilla rojas,  son los vecinos de los Pontipines viven en la mitad izquierda de la casa; Los Wottingers solo se han visto en escasos momentos. El papá no tiene un bigote tupido y negro y la mamá no lleva nunca binoculares.

## Canciones
| Latinoamérica y España |
| --- |
| Upsy Daisy, aquí estoy. (Upsy Daisy, here I am.) Yo la única Upsy soy. (Am I the only Upsy.) Soy la única Daisy yo. (The unique Daisy I am.) Ipsy Upsy Daisy soy. (Ipsy Upsy Daisy I.) |

### Iggle Piggle
| Latinoamérica | España |
| --- | ------ |
| Sí, me llamo Iggle Piggle, (Yes, my name is Iggle Piggle,) Iggle Piggle que se mueve y juega; (Iggle Piggle that moves and plays;) Sí me llamo Iggle Piggle, (if my name is Iggle Piggle,) Iggle Piggle que se mueve así. (Iggle Piggle moving well.) |        |

### Tombliboos
| Latinoamérica | España |
| --- | --- |
| Ombliboo, Tombliboo, la puerta tocó; Ombliboo, Tombliboo, en el piso se sentó Ombliboo, Tombliboo, es mi nariz; Ombliboo, Tombliboo, y esto va así. | Ombliboo, Tombliboo, a la puerta llaman Ombliboo, Tombliboo, en el suelo sentados Ombliboo, Tombliboo, esta es su nariz Ombliboo, Tombliboo, mira qué feliz. |

### Makka Pakka
| Todas las regiones |
| --- |
| Makka Pakka Akka Wakka Mikka Makka Moo Makka Pakka Appa Yikka Ikka Akka Oo Om dang Agga Pang Ding Dang Doo Makka Pakka Akka Wakka Mikka Makka Moo. |

### Pontipines
| Latinoamérica                                                                                    | España |
| ------------------------------------------------------------------------------------------------ | --- |
| Amigos, son los Pontipaines aunque pequeños son sin importar que son diez no siempre tú los ves. | Los Pontipines son mis amiguitos Aun siendo muy pequeñitos Ellos son diez en total y no siempre juntos están. |

## Transmisiones fuera deCBeebies
En Canadá es transmitido en Treehouse TV; en España por La 2 y Clan (TVE); en México es transmitido por XEIPN-TV (Once TV México); en Argentina fue transmitida por Canal 13.